# Bazincourt-sur-Epte
Bazincourt-sur-Epte és un municipi francès situat al departament de l'Eure i a la regió de Normandia. L'any 2007 tenia 633 habitants.

## Demografia

### Població
El 2007 la població de fet de Bazincourt-sur-Epte era de 633 persones. Hi havia 220 famílies, de les quals 36 eren unipersonals (12 homes vivint sols i 24 dones vivint soles), 84 parelles sense fills, 88 parelles amb fills i 12 famílies monoparentals amb fills.
La població ha evolucionat segons el següent gràfic:
Habitants censats

### Habitatges
El 2007 hi havia 258 habitatges, 227 eren l'habitatge principal de la família, 24 eren segones residències i 7 estaven desocupats. 255 eren cases i 2 eren apartaments. Dels 227 habitatges principals, 212 estaven ocupats pels seus propietaris, 12 estaven llogats i ocupats pels llogaters i 3 estaven cedits a títol gratuït; 1 tenia una cambra, 7 en tenien dues, 20 en tenien tres, 56 en tenien quatre i 143 en tenien cinc o més. 183 habitatges disposaven pel capbaix d'una plaça de pàrquing. A 97 habitatges hi havia un automòbil i a 120 n'hi havia dos o més.

### Piràmide de població
La piràmide de població per edats i sexe el 2009 era:
| Homes | Edats   | Dones |
| ----- | ------- | ----- |
| 0     | 95 o +  | 0     |
| 0     | 90 a 94 | 0     |
| 0     | 85 a 89 | 0     |
| 0     | 80 a 84 | 0     |
| 8     | 75 a 79 | 20    |
| 28    | 70 a 74 | 0     |
| 0     | 65 a 69 | 16    |
| 8     | 60 a 64 | 0     |
| 8     | 55 a 59 | 4     |
| 20    | 50 a 54 | 20    |
| 20    | 45 a 49 | 36    |
| 36    | 40 a 44 | 20    |
| 28    | 35 a 39 | 24    |
| 24    | 30 a 34 | 32    |
| 8     | 25 a 29 | 12    |
| 12    | 20 a 24 | 12    |
| 32    | 15 a 19 | 12    |
| 28    | 10 a 14 | 32    |
| 24    | 5 a 9   | 12    |
| 24    | 0 a 4   | 8     |

## Economia
El 2007 la població en edat de treballar era de 421 persones, 316 eren actives i 105 eren inactives. De les 316 persones actives 281 estaven ocupades (157 homes i 124 dones) i 35 estaven aturades (16 homes i 19 dones). De les 105 persones inactives 32 estaven jubilades, 24 estaven estudiant i 49 estaven classificades com a «altres inactius».

### Ingressos
El 2009 a Bazincourt-sur-Epte hi havia 238 unitats fiscals que integraven 692 persones, la mediana anual d'ingressos fiscals per persona era de 19.693 €.

### Activitats econòmiques
Dels 15 establiments que hi havia el 2007, 1 era d'una empresa alimentària, 6 d'empreses de construcció, 1 d'una empresa de comerç i reparació d'automòbils, 1 d'una empresa d'hostatgeria i restauració, 1 d'una empresa immobiliària, 2 d'empreses de serveis, 2 d'entitats de l'administració pública i 1 d'una empresa classificada com a «altres activitats de serveis».
Dels 5 establiments de servei als particulars que hi havia el 2009, 1 era un paleta, 1 guixaire pintor, 1 fusteria i 2 electricistes.
L'únic establiment comercial que hi havia el 2009 era una botiga de roba.
L'any 2000 a Bazincourt-sur-Epte hi havia 4 explotacions agrícoles.

## Equipaments sanitaris i escolars
El 2009 hi havia una escola elemental.

## Poblacions més properes
El següent diagrama mostra les poblacions més properes.